# Антон Шибаков
Антон Велянов Шибаков е български революционер, деец на Вътрешната македоно-одринска революционна организация.

## Биография
Шибаков е роден в 1883 година в охридското село Велгощи, тогава в Османската империя. Работи като дюлгерин. Четник е при Борис Сарафов в 1903 година. През Илинденско-Преображенското въстание действа като войвода на четата от родното си село. На 25 юли Шибаков заедно с четата на Сандре Георгиев от Опеница се сражава с турска войска при Прентов мост на шосето Охрид – Ресен. По време на въстанието е ранен, баща му е убит, две от семейните къщи са изгорени.
След въстанието Шибаков емигрира в България, а през 1910 година – в САЩ. Завръща се в навечерието на Балканската война и постъпва като доброволец във 2 рота на 10 прилепска дружина на Македоно-одринското опълчение. През Междусъюзническата война е в Сборната партизанска рота на МОО.
Шибаков взема участие и в Охридско-Дебърското въстание в 1913 година.
Антон Шибаков е осъден на смърт от сръбските власти след края на Първата световна война, но е помилван и лежи в затвора до 1926 година.
В 1941 година е избран в местната охридска контролна комисия на Илинденската организация.